# Tuscan
Tuscan — дослідний американський напівгусеничний мотоцикл 1950-х років. Створена перш за все для потреб лісників, ця машина відрізнялася незвичайною і передовою для свого часу конструкцією, проте ніколи не вироблялася серійно, залишившись побудованою, мабуть, у єдиному примірнику.

## Історія створення
Мотоцикл Tuscan розробила в 1950-х роках фірма Gyro Transport Systems на замовлення Лісової служби США як транспортний засіб для лісників, який міг би ефективно пересуватися щільно зарослою лісистою місцевістю. Мотоцикл мав напівгусеничний рушій, передбачалося його оснащення гіроскопічною системою стабілізації. Принаймні один дослідний примірник машини побудували, показавши на випробуваннях хорошу мобільність і прохідність (зокрема на снігу — при цьому на передньому колесі закріплювалися знімні лижі), проте серійного виробництва розпочато не було.

## Опис конструкції
Компонування Tuscan було типовим для мотоциклів.

### Двигун і трансмісія
Машина оснащувалася двигуном потужністю 20 к. с., що запускався за допомогою кікстартера. Трансмісія — механічна, з чотиришвидкісною коробкою перемикання передач.

### Ходова частина
Ходова частина машини напівгусенична і складалася з переднього мотоциклетного керованого колеса і заднього гусеничного рушія. Останній складався зі зблокованих в єдиний візок ведучого і напрямного (або двох ведучих) коліс однакового діаметра із пневматичними шинами, охоплених гумовою гусеничною стрічкою, що приводилася в рух за допомогою фрикційного зачеплення. Для запобігання зісковзуванню (висока ймовірність якого є одним з основних недоліків рушіїв із фрикційним зачепленням гусениці) стрічка мала великі реборди.
Для збільшення прохідності під час пересування сніжною поверхнею передбачались спеціальні знімні лижі, що кріпилися на передньому колесі.
Передбачалося оснащення мотоцикла спеціальною гіроскопічною системою стабілізації вертикального положення, що значно збільшила б його стійкість, порівняно зі стандартними мотоциклами (що особливо важливо під час пересування лісом), зокрема й на високих швидкостях.

### Електрообладнання
Електрообладнання мотоцикла включало в себе передню фару, цікавою особливістю якої була можливість від'єднання для використання як ручного ліхтаря.